# Keski-Leipojärvi
Keski-Leipojärvi är en sjö i Gällivare kommun i Lappland och ingår i Kalixälvens huvudavrinningsområde. Sjön har en area på 0,468 kvadratkilometer och ligger 281 meter över havet. Keski-Leipojärvi ligger i Torne och Kalix älvsystem Natura 2000-område. Sjön avvattnas av vattendraget Ala-Leipojoki.

## Delavrinningsområde
Keski-Leipojärvi ingår i det delavrinningsområde (744914-173570) som SMHI kallar för Utloppet av Ala-Leipojärvi. Medelhöjden är 296 meter över havet och ytan är 13,22 kvadratkilometer. Räknas de 2 avrinningsområdena uppströms in blir den ackumulerade arean 93,25 kvadratkilometer. Ala-Leipojoki som avvattnar avrinningsområdet har biflödesordning 3, vilket innebär att vattnet flödar genom totalt 3 vattendrag innan det når havet efter 200 kilometer. Avrinningsområdet består mestadels av skog (68 procent) och sankmarker (15 procent). Avrinningsområdet har 1,23 kvadratkilometer vattenytor vilket ger det en sjöprocent på 9,3 procent.